# Michael Powolny
Michael Powolny (18. září 1871 Judenburg – 4. ledna 1954 Vídeň) byl rakouský sochař, medailér, keramik, designér a pedagog.

## Život

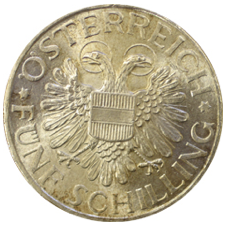
Hodnotová strana 5 šilinkové stříbrné mince Magna Mater Austriae 1934-36

Vyučil se hrnčířem. V letech 1891 až 1894 navš těvoval keramickou školu ve Znojmě a poté v letech 1894 až 1901 vídeňskou Uměleckoprůmyslovou školu. V roce 1906 spolu s Bertoldem Löfflerem založil Wiener Keramik. V letech 1909 až 1936 působil jako učitel na Kunstgewerbeschule. Jeho díla lze zařadit do Art Deco; byla vystavena na mnoha mezinárodních výstavách a u sběratelů dosahovala vysokých cen. Spolupracoval se sklárnou Lötz. Navrhl rakouské mince, např. jedno a dvou šilingové mince z let 1946 až 1952.